# Wrocławki
Wrocławki – wieś w Polsce położona w województwie kujawsko-pomorskim, w powiecie chełmińskim, w gminie Papowo Biskupie. Wrocławki zajmują powierzchnię 584,24 hektarów.
W latach 1975–1998 miejscowość administracyjnie należała do województwa toruńskiego.

## Historia
Pierwsze ślady życia ludzi w miejscowości pochodzą z neolitu. Pierwsza wzmianka w źródle pisanym pochodzi prawdopodobnie z 1251. W kronikach i dokumentach występowała pod nazwami: Razlay, Raczlai, Raraczh, Raracz, Ratczansdorff (wszystkie nazwy występowały w 1251), Wroczlawki (w 1570), Wrottzlawken. W 1251 biskup chełmiński Heidenreich nadał kapitule katedralnej w Chełmży wieś Wrocławki, co potwierdził w 1264 biskup Fryderyk von Hausen. W latach 1423–1424 Wrocławki należały do prokuratora papowskiego. Wraz z miejscowością Otrąb wieś była zobowiązana do 1 służby w zbroi lekkiej na rzecz zakonu krzyżackiego. Stan ten trwał do około 1438 roku. W 1446 roku wieś była uwikłana w konflikt w sprawie utrzymania rowu nawadniającego. W tym samym roku Wrocławki przeszły ponownie do rąk kapitału w Chełmży (do roku 1772). W 1772 roku w wyniku rozbiorów Wrocławki stały się częścią Prus.
W XVIII wieku wybudowano pałac, przebudowany pod koniec XIX wieku. Pałac znajduje się do dzisiaj.
Pierwszy spis ludności nastąpił w 1773. Wieś wtedy liczyła 87 mieszkańców. W czasie II wojny światowej miejscowość należała do Niemiec. W latach 1939 - 1942 dotychczasową nazwą wsi było Wtotzlawken, lecz po przeprowadzonej zamianie nazw miejscowości w Okręgu Rzeszy Gdańsk-Prusy Zachodnie, w latach 1942 - 1945 nazywała się Atzmannsdorf.
W latach 1945–1949 Wrocławki należały do rodziny Wojnowskich. Majątek ten został upaństwowiony przez władze komunistyczne.
W 2013 roku we Wrocławkach działało 6 podmiotów gospodarczych.

## Zabytki
Według rejestru zabytków NID na listę zabytków wpisany jest park dworski z XIX w., nr rej.: A/470 z 6.03.1985.